# Sarrusofon
Sarrusofonen er et musikinstrument i træblæserfamilien, opfundet af Pierre-Louis Gautrot i 1856 som en konkurrent til saxofonen, og som erstatning for oboer og fagotter der er i nogle musikkorps. Instrumentet minder så meget om saxofonen at Adolphe Sax flere gange anmeldte Pierre-Louis Sarrus for efterligning.
Instrumentet er opkaldt efter den franske opfinder, dirigenten Pierre-Auguste Sarrus, som blev krediteret af Gautrot for opfindelsen.
Sarrusofonen findes i mange størrelser, fra sopranino med grundtonen ess1 til subkontrabass med grundtonen B2. Den noteres i G-nøgle, som transponerende instrument. De to mindste er rette og minder om en lille sopransaxofon, de større har bøjninger og form som en ophicleide. Sarrussofonen er lavet af metal, og spilles med dobbelt rørblad-mundstykke, (doublereed) som en fagot, men har klapper som en saxofon.
Sarrussofonen er i dag et sjældent instrument, og bliver kun brugt i meget specielle sammenhænge. Dette hænger sammen med et den har en relativt dårlig intonation, og lyden er mindre klar end saxofonens. Tidligere blev Es-kontrabassen brugt en del, både til at erstatte kontrabas-saxofonen i militærkorps – da den er lettere end både barytonsaxofon og kontrabas-saksofonen – og som en kraftigere erstatning for kontrafagotten, som tidligere ikke var et så veludviklet instrument.
I dag erstatter kontrafagotten sarrusofonen i de få værker der kræver dette.
Et af de udsædvantlige steder sarrusofonen er brugt i jazz er på 1924 udgivelsen af Clarence Williams Blue 5's "Mandy, Make Up Your Mind", hvor sarrusofonen er spillet af Sidney Bechet.

## Sarrusofonfamilien
- Sopraninosarrusofon (i Ess)
- Sopransarrusofon (i B)
- Altsarrusofon (i Ess)
- Tenorsarrusofon (i B)
- Barytonsarrusofon (i Ess)
- Bas-sarrusofon (i B)
- Kontrabas-sarrusofon (i Ess)
- Subkontrabas-sarrusofon (i B eller C), kaldes også B- og C-kontrabas-sarrusofon.